# XAMPP
XAMPP (pronunțat z|æ|m|p sau k|s|æ|m|p) este un pachet de programe free software, open source și cross-platform web server, care constă în Apache HTTP Server, MySQL database și interpretoare pentru scripturile scrise în limbajele de programare PHP și Perl.

## Etimologie
Numele XAMPP este un acronim pentru:
- X (de la "cross", care înseamnă cross-platform)
- Apache HTTP Server
- MySQL
- PHP
- Perl

Acest program este lansat sub termenii licenței GNU și acționează ca un web server capabil de a servi pagini dinamice. XAMPP este disponibil pentru Microsoft Windows, Linux, Solaris, și Mac OS X, și este utilizat în principal pentru dezvoltarea proiectelor web.
Acest software este util pentru crearea paginilor dinamice, utilizând limbaje de programare ca PHP, JSP, Servlets.

## Caracteristici și cerințe
Pentru a instala XAMPP, trebuie descărcat kitul de instalare în unul din formatele ZIP, TAR, 7z sau EXE, fără a fi nevoie de modificarea configurării componentelor instalate. XAMPP este actualizat cu regularitate pentru toate componentele: Apache/MySQL/PHP și Perl. El vine, de asemeni, cu alte module, cum ar fi OpenSSL și phpMyAdmin.
Instalarea XAMPP ia mult mai puțin timp decât instalarea fiecărei componente în parte. Pot exista mai multe instanțe de XAMPP pe un singur computer, și fiecare instanță poate fi copiată pe alt computer.

## Utilizare
In mod oficial, designerii XAMPP au avut intenția de a îl utiliza numai ca utilitar de dezvoltare, pentru a permite designerilor și programatorilor web să își testeze munca pe calculatoarele proprii, fără a avea nevoie de acces la Internet. Pentru a face posibil acest lucru, multe caracteristici de securitate importante sunt dezactivate în mod implicit.  In practică, totuși, XAMPP este uneori utilizat pentru a servi pagini web în World Wide Web. Un utilitar special este asigurat pentru a proteja prin parolă cele mai importante părți ale pachetului.
XAMPP de asemeni asigură suport pentru crearea și manipularea bazelor de date în MySQL și SQLite între utilizatori.
Odată ce XAMPP este instalat, poți trata adresa de localhost a serverului XAMPP ca pe un server la distanță, prin connectarea utilizând protocolul client FTP.  Utilizarea unui program ca FileZilla are multe avantaje atunci când instalezi un [CMS[content management system]] (CMS) ca Joomla. Te poți de asemeni conecta la o gazdă locală prin FTP utilizând editorul HTML propriu.
Pentru utilizatorul FTP implicit "newuser", parola FTP implicită este "wampp".
Utilizatorul MySQL implicit este "root", iar acesta nu are o parolă MySQL implicită. Cu programul batch resetroot.bat din subdirectorul mysql al directorului unde este instalat XAMPP, puteți reseta acest utilizator încât să aibă parola vidă.

## Scurtături de ecran
- Xampp Control panel

- Status

După pornirea Apache (și MySQL), mergeți una din adresele:   sau   din browserul calculatorului unde ați instalat XAMPP, și examinați toate exemplele din pachetul de instalare.
- Securitate

Cu consola de securitate, putem seta o parolă pentru utilizatorul "root" pentru MySQL și phpMyAdmin.